# Фетална еритробластоза
Фетална еритробластоза (лат. Erythroblastosis foetalis) је болест фетуса и новорођенчета коју карактерише аглутинација и фагоцитоза еритроцита. У највећем броју случајева феталне еритробластозе, мајка је Rh-негативна а отац Rh-позитиван. Дете наследи од оца Rh-антиген који мајка нема, па је у организму мајке дошло до стварања анти-Rh аглутинина после излагања Rh-антигену фетуса. Затим, ови анти-Rh аглутинини (IgG-антитела) мајке дифундују кроз плаценту у фетус и узрокују аглутинацију еритроцита. Утврђено је да се фетусови еритроцити налазе у крвотоку мајке већ у првом тромесечју трудноће, али је та појава све израженија како трудноћа напредује. Највећа количина фетусове крви доспева у организам мајке током самог порођаја, па се у првој трудноћи изоимунизација дешава управо при порођају.

## Учесталост болести
У организму Rh-негативне мајке која има прво Rh-позитивно дете обично се не створи довољно анти-Rh аглутинина да би они могли проузроковати неку штету. Утврђено је да је за изоимунизацију потребно да постоје трансплацентска крварења, која се јављају при порођају, због чега се ризик за настанак болести јавља тек у другој трудноћи. У случају другог по реду Rh-позитивног детета, око 3% такве деце показује неке знакове феталне еритробластозе; у случају трећег Rh-позитивног детета, око 10% деце испољава знакове те болести; са следећим трудноћама инциденција болести прогресивно расте. Од многобројних антигена еритроцита, ову болест најчешће изазива D-антиген. Иначе мајка се може имунизовати и пре прве трудноће добијањем крви са еритроцитима који садрже Rh-антиген који не постоји у њеној крви, а који постоји касније у крви фетуса.

## Дејство антитела мајке на фетус
Пошто се анти-Rh антитела створе у организму мајке, она полако дифундују кроз плацентну мембрану у крв фетуса, па узрокују аглутинацију еритроцита фетуса. Аглутинирани еритроцити затим хемолизују ослобађајући хемоглобин у крв. Хемолиза почиње у четвртом или петом месецу трудноће. Макрофаги тада претварају хемоглобин у билирубин, што узрокује жутило коже (жутицу). Вероватно поменута антитела нападају и оштећују и неке друге ћелије у организму.

## Клиничка слика
Новорођенче које има жутицу због еритробластозе обично је анемично кад се роди, а анти-Rh аглутинини мајке обично циркулишу у крви детета током 1 до 2 месеца после рођења, разарајући све више и више еритроцита.
Хематопоезно ткиво детета покушава да надокнади хемолизоване еритроците. Јетра и слезина се знатно увећавају и производе еритроците. Због брзе продукције ћелија, многи незрели облици ћелија, укључујући многе еритробласте, улазе у циркулациони систем, а због њиховог присуства у крви болест се и зове Erythroblastosis foetalis. У зависности од концентрације антитела може настати и hydrops foetalis, што узрокује смрт фетуса.
Мада је тешка анемија у феталној еритробластози обично узрок смрти, многа деца која једва преживе анемију испољавају тешка психомоторна оштећења због високе концентрације билирубина (изнад 20 мг/дл), а нарочито је билирубин токсичан за сиву масу мозга и доводи до нуклеусног иктеруса (керниктеруса).

## Лечење
Уобичајени терапијски поступак код феталне еритробластозе је замена крви новорођенчета Rh-негативном крвљу. Око 400 мл Rh-негативне крви се трансфундује у току 1,5 или више сати док се истовремено Rh-позитивна крв новорођенчета одстрањује. Овај поступак се може поновити неколико пута током првих неколико недеља живота, углавном да би се билирубин одржао на ниском нивоу и тако спречио развој керниктеруса. До времена када ће трасфундоване Rh-негативне ћелије бити замењене сопственим Rh-позитивним ћелијама детета, а за тај процес је потребно 6 или више недеља, анти-Rh аглутинини пореклом из мајке, већ ће бити разорени.